# Distretto di Kulu
Il distretto di Kulu (in turco Kulu ilçesi) è uno dei distretti della provincia di Konya, in Turchia.